# Castanedomyces australiensis
Castanedomyces australiensis är en svampart som beskrevs av Cano, L.B. Pitarch & Guarro 2002. Castanedomyces australiensis ingår i släktet Castanedomyces och familjen Onygenaceae.   Inga underarter finns listade i Catalogue of Life.